# Petar Svačić
Petar Svačić was de laatste autochtone koning van de Middeleeuwse Kroatische staat. Hij heerste van 1093 tot 1097 over het koninkrijk Kroatië, waarna hij stierf aan oorlogswonden die hij had opgelopen tijdens een gevecht met koninkrijk Hongarije.
Hij werd verkozen tot koning door de Kroatische feodale adel in 1093. Zijn zetel was in Knin. Zijn heerschappij werd gekenmerkt door de strijd met Hongarije over de beheersing van het land. Tijdens zijn heerschappij wist hij prins Álmos van Slavonië te verbannen en wist hij Kroatië te verenigen om zo land rond te rivier de Drava te bemachtigen. Zijn kansen keerden echter toen de Hongaarse koning Ladislaus I stierf en zijn zoon Koloman hem opvolgde in 1095. Deze vroeg de zegen van paus Urbanus II en trok met zijn leger Kroatië binnen in 1097. Bij de Slag bij de Gvozdberg werd Petars leger verslagen door Koloman en werd hijzelf gedood in de strijd. Hierdoor wordt deze berg tot op de dag van vandaag Petrova Gora genoemd ("Petars berg").
Traditioneel wordt meestal aangenomen dat zijn achternaam "Svačić" was, maar het is waarschijnlijk dat dit gewoon een mis-lezing was van zijn echte achternaam; "Snačić". Vanaf de dood van Petar vormde Kroatië een personele unie met Hongarije.